# Jim Corr
James Steven Ignatious Corr, MBE (Dundalk, Irlanda, 31 de julio de 1964), más conocido como Jim Corr, es un músico, guitarrista y pianista irlandés. Es miembro del grupo The Corrs y es el mayor de los Corr. 
Se crio junto a sus 3 hermanas, Andrea Corr, Sharon Corr y Caroline Corr y desde pequeño comenzó a tocar la guitarra y el piano alentado por sus padres. En la década de 1980 formó un grupo de música. Más tarde comenzó a tocar con su hermana Sharon en diferentes pubs como un conocido dúo. Cuando Andrea y Caroline acabaron la educación secundaria en 1990, decidieron formar el grupo, editando su primer álbum en 1995. Con sus hermanas vendió más de 30 millones de discos y recibió numerosos premios. Toca la guitarra acústica, eléctrica, los teclados y el piano, y trabaja como sus hermanas en las tareas de composición, produciendo algunos de los temas más conocidos de la banda como What Can I Do?. Con Gayle Williamson, una modelo que ha sido miss Irlanda del Norte y miss Reino Unido, tiene un hijo llamado Brandon Corr que nació el 10 de mayo de 2006. Jim y Gayle tenían planeado casarse, pero finalmente rompieron su relación, aunque se volvieron a juntar en 2011. Tras la separación temporal de The Corrs en 2006, fue habitual ver a Jim en medios de comunicación discutiendo sobre temas de la actualidad geopolítica. 
A partir de 2015 retoma su carrera musical junto con sus hermanas.